# Puente Huáscar
Huáscar es un puente ubicado en la ciudad de Lima, capital del Perú. Cruza el río Rímac conectando los distritos de Lima y Rímac. Forma parte del trazado de la Vía de Evitamiento. Actualmente, el puente es atravesado superiormente por el viaducto de la línea 1 del Metro de Lima y Callao, y uno de los viaductos de la vía expresa Línea Amarilla.